# Quận Ramsey, Minnesota
Quận Ramsey là một quận thuộc tiểu bang Minnesota, Hoa Kỳ.
Quận này được đặt tên theo. Theo điều tra dân số của Cục điều tra dân số Hoa Kỳ năm 2000, quận có dân số 511.035 người. Quận lỵ đóng ở St. Paul,6. Quận được lập năm 1849.

## Địa lý
Theo Cục điều tra dân số Hoa Kỳ, quận có diện tích 441 km2, trong đó có 37 km2 là diện tích mặt nước.

### Các xa lộ chính
| - Interstate 35E - Interstate 35W - Interstate 94 - Interstate 694 - U.S. Highway 10 - U.S. Highway 52 - U.S. Highway 61 - Minnesota State Highway 5 - Minnesota State Highway 13 - Minnesota State Highway 36 | - Minnesota State Highway 51 - Minnesota State Highway 96 - Minnesota State Highway 120 - Minnesota State Highway 149 - Minnesota State Highway 156 - Minnesota State Highway 280 - County 49 (Rice Street/Hodgson Road) - County 51 (Lexington Avenue) - County 65 (White Bear Avenue) |

### Quận giáp ranh
- Quận Anoka (bắc)
- Quận Washington (đông)
- Quận Dakota (nam)
- Quận Hennepin (tây)

## Thông tin nhân khẩu
Theo điều tra dân 2 năm 2000, quận đã có dân số 511.035 người, 201.236 hộ gia đình, và 119.936 gia đình sống trong quận hạt. Mật độ dân số là 3.281 người trên một dặm vuông (1.267 / km ²). Có 206.448 đơn vị nhà ở mật độ trung bình của 1.325 trên một dặm vuông (512/km ²). Cơ cấu chủng tộc của quận gồm có 77,37% người da trắng, 7,61% da đen hay Mỹ gốc Phi, 0,83% người Mỹ bản xứ, 8,77% châu Á, Thái Bình Dương 0,06%, 2,45% từ các chủng tộc khác, và 2,90% từ hai hoặc nhiều chủng tộc. 5,28% dân số là người Hispanic hay Latino thuộc một chủng tộc nào. 24,2% là gốc Đức, gốc Na Uy 8,8%, gốc Ailen 8,7% và 6,2% gốc Thụy Điển theo điều tra dân số năm 2000.

Theo điều tra dân số Hoa Kỳ đã được 201.236 hộ, trong đó 29,80% có trẻ em dưới 18 tuổi sống chung với họ, 44,00% là đôi vợ chồng sống với nhau, 11,90% có nữ hộ với chồng không có mặt, và 40,40% là các gia đình không. 32,00% hộ gia đình đã được tạo ra từ các cá nhân và 9,50% có người sống một mình 65 tuổi hoặc lớn tuổi hơn là người. Cỡ hộ trung bình là 2,45 và cỡ gia đình trung bình là 3,16.
Trong quận độ tuổi dân cư được trải ra với 25,60% dưới độ tuổi 18, 11,30% 18-24, 30,70% 25-44, 20,70% từ 45 đến 64, và 11,60% từ 65 tuổi trở lên người. Độ tuổi trung bình là 34 năm. Đối với mỗi 100 nữ có 93,00 nam giới. Đối với mỗi 100 nữ 18 tuổi trở lên, đã có 89,20 nam giới.
Thu nhập trung bình cho một hộ gia đình trong quận đạt 45.722 USD, và thu nhập trung bình cho một gia đình là 57.747 USD. (Những con số này đã tăng lên tương ứng 53.141 USD và 71.485 USD vào năm 2008.) Nam giới có thu nhập trung bình là 39.806 USD so với 30.814 USD của nữ giới. Thu nhập bình quân đầu người là 23.536 USD. Có 7,40% gia đình và 10,60% dân số sống dưới mức nghèo khổ, bao gồm 15,70% những người dưới 18 tuổi và 6,80% của những người 65 tuổi hoặc hơn.